# Юзеф Шуйський
Юзе́ф Шу́йський (пол. Józef Szujski; 1835 — 1883) — польський історик, політичний діяч, публіцист, професор Краківського університету (з 1869), секретар Академії Наук у Кракові (з 1873), автор книг Die Polen und Ruthenen in Galizien (1882). Один з учнів Савчинського Зиґмунта.